# Andonectes intermedius
Andonectes intermedius är en skalbaggsart som beskrevs av García 2002. Andonectes intermedius ingår i släktet Andonectes och familjen dykare. Inga underarter finns listade i Catalogue of Life.